# Xã Wallace, Quận Chester, Pennsylvania
Xã Wallace (tiếng Anh: Wallace Township) là một xã thuộc quận Chester, tiểu bang Pennsylvania, Hoa Kỳ. Năm 2010, dân số của xã này là 3.458 người.